# Walter Loos
Walter Loos (Viena, 5 de agosto de 1905 – Buenos Aires,  11 de marzo de 1974) fue un arquitecto y diseñador austríaco.

## Biografía
Estudió en la Escuela de Artes Aplicadas y la Universidad Técnica de Viena, siendo alumno de Josef Frank, Josef Hoffmann y Carl Witzmann. Como resultado del aprendizaje adquirido de sus maestros, su producción se desarrolló dentro de los cánones modernistas, caracterizándose sus edificios por su elegancia, ligereza y comodidad. Puso énfasis a la utilización óptima del espacio.
Entre 1925 y 1926 vivió en París, donde conoció a Adolf Loos, para quien trabajó un tiempo. Tras su regreso a Viena completó sus estudios y nuevamente salió del país para trabajar en Alemania donde llevó a cabo sus primeros proyectos, los cuales fueron desarrollados conjuntamente con Peter Feile.
En 1928 se convirtió en miembro de la Österreichischer Werkbund y en 1932 participó en la muestra del Werkbundsiedlung de Viena con la construcción de dos casas, siendo descrita una de ellas, la ubicada en Kritzendorf, como la “segunda casa más hermosa de Austria”, según palabras de Roland Rainer. Ese mismo año se convirtió en miembro de la junta directiva de la Werkbund austríaca. En 1933 abandonó Alemania definitivamente para regresar a la capital austríaca, y allí desarrolló un proyecto para el Prater de forma conjunta con Walter Sobotka y Jacques Groag. Asimismo, en 1937 fue nombrado delegado de Austria en los CIAM.
En 1938 el alcalde de Viena le ofreció la dirección del departamento de urbanismo. Loos rechazó la oferta y dio la espalda al régimen. Ello le llevó a abandonar Austria junto con su esposa, la diseñadora de moda Fridl Steininger, llegando a Argentina a través de Inglaterra y los EE. UU., donde, una vez en Nueva York, y como consecuencia de la no concesión del permiso de trabajo, abandonaron el país rumbo a Sudamérica en 1940.
En Buenos Aires trabajó principalmente como diseñador, y adquirió una notable reputación gracias a sus diseños de mobiliario. Entre su obra arquitectónica destacó la Casa Patio en Mar de Plata y las casas adosadas en Chapadmalal.